# Hoplolontha pavi
Hoplolontha pavi är en skalbaggsart som beskrevs av Leon Fairmaire 1904. Hoplolontha pavi ingår i släktet Hoplolontha och familjen Melolonthidae. Inga underarter finns listade i Catalogue of Life.